# 諾因阿爾-阿爾彭的艾瑪莉亞
諾因阿爾-阿爾彭的艾瑪莉亞（德語：Amalia von Neuenahr-Alpen，1539年4月6日—1602年4月10日），普法爾茨選侯夫人，諾因阿爾-阿爾彭伯爵岡普雷希特二世的女兒。
1569年，艾瑪莉亞和普法爾茨選侯腓特烈三世結婚，兩人沒有子女。